# Albizia edwallii
Albizia edwallii är en ärtväxtart som först beskrevs av Frederico Carlos Hoehne, och fick sitt nu gällande namn av Rupert Charles Barneby och James Walter Grimes. Albizia edwallii ingår i släktet Albizia och familjen ärtväxter. Inga underarter finns listade i Catalogue of Life.